# Molophilus (Promolophilus) grishma
Molophilus (Promolophilus) grishma is een tweevleugelige uit de familie steltmuggen (Limoniidae). De soort komt voor in het Oriëntaals gebied.